# Veronica tsinglingensis
Veronica tsinglingensis är en grobladsväxtart som beskrevs av De Yuan Hong. Veronica tsinglingensis ingår i släktet veronikor, och familjen grobladsväxter. Inga underarter finns listade i Catalogue of Life.